# Коллінз Джон
Коллінз Джон (нід. Collins John, нар. 17 жовтня 1985, Зведру) — нідерландський футболіст ліберійського походження, що грав на позиції нападника.
Виступав, зокрема, за клуби «Твенте» та «Фулгем», а також національну збірну Нідерландів.

## Клубна кар'єра
У дорослому футболі дебютував 2002 року виступами за команду «Твенте», в якій провів два сезони, взявши участь у 33 матчах чемпіонату. У складі «Твенте» був одним з головних бомбардирів команди, маючи середню результативність на рівні 0,33 гола за гру першості.
Своєю грою за цю команду привернув увагу представників тренерського штабу клубу «Фулгем», до складу якого приєднався 2004 року. Відіграв за лондонський клуб наступні три сезони своєї ігрової кар'єри. Більшість часу, проведеного у складі «Фулгема», був основним гравцем атакувальної ланки команди.
Згодом з 2007 по 2013 рік грав у складі команд «Лестер Сіті», «Вотфорд», «Неймеген», «Руселаре», «Чикаго Файр», «Габала», «Мес Саркесме», «Барнет» та «П'яст» (Глівіце).
Завершив ігрову кар'єру у команді «Піттсбург Рівергаундс», за яку виступав протягом 2014 року.

## Виступи за збірні
Протягом 2005–2006 років залучався до складу молодіжної збірної Нідерландів. На молодіжному рівні зіграв в одному офіційному матчі.
У 2004 році дебютував в офіційних матчах у складі національної збірної Нідерландів.
Загалом протягом кар'єри в національній команді, яка тривала 1 рік, провів у її формі 2 матчі.